# گوساله سامری

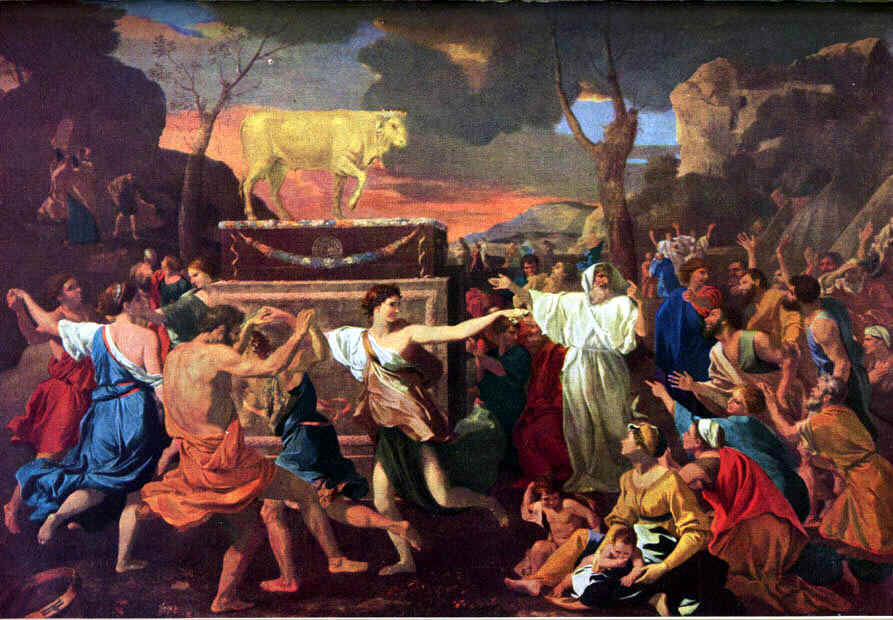
گوسالهٔ طلایی

گوساله طلایی گوساله‌ای از طلا در سفر خروج در تَنَخ است که توسط هارون با استفاده زیورآلات بنی‌اسرائیل ساخته شد. زمانی که موسی برای دریافت لوح‌های سنگی قوانین یهوه رفته بود و غیبتش طولانی شد، اسرائیلیان نزد هارون رفتند و از او جایگزینی خواستند. هارون زیورآلات آنان را جمع کرد و در ساخت گوساله‌ای به کار برد. زمانی که یهوه از این ماجرا مطلع شد، تصمیم گرفت بنی‌اسرائیل را نابود کند و با استفاده از موسی برای خودش ملت عظیم‌تری بسازد، اما موسی خدا را آرام کرد و نظرش را تغییر داد. مسلمانان اعتقاد دارند گوساله را نه هارون، بلکه شخصی به نام سامری ساخت و به همین جهت، به گوساله سامری نیز معروف است.
در کنعان باستان، ال، خدای بزرگ آن‌ها، «گاو نر» نامیده می‌شد و بعل، یک خدای کنعانی دیگر، نیز بر گاوی سوار بود. در نتیجه، گاو تخت بعل بود. اینجا نیز احتمالاً هارون گوساله را ساخت تا تخت یهوه باشد.

## شرح روایت

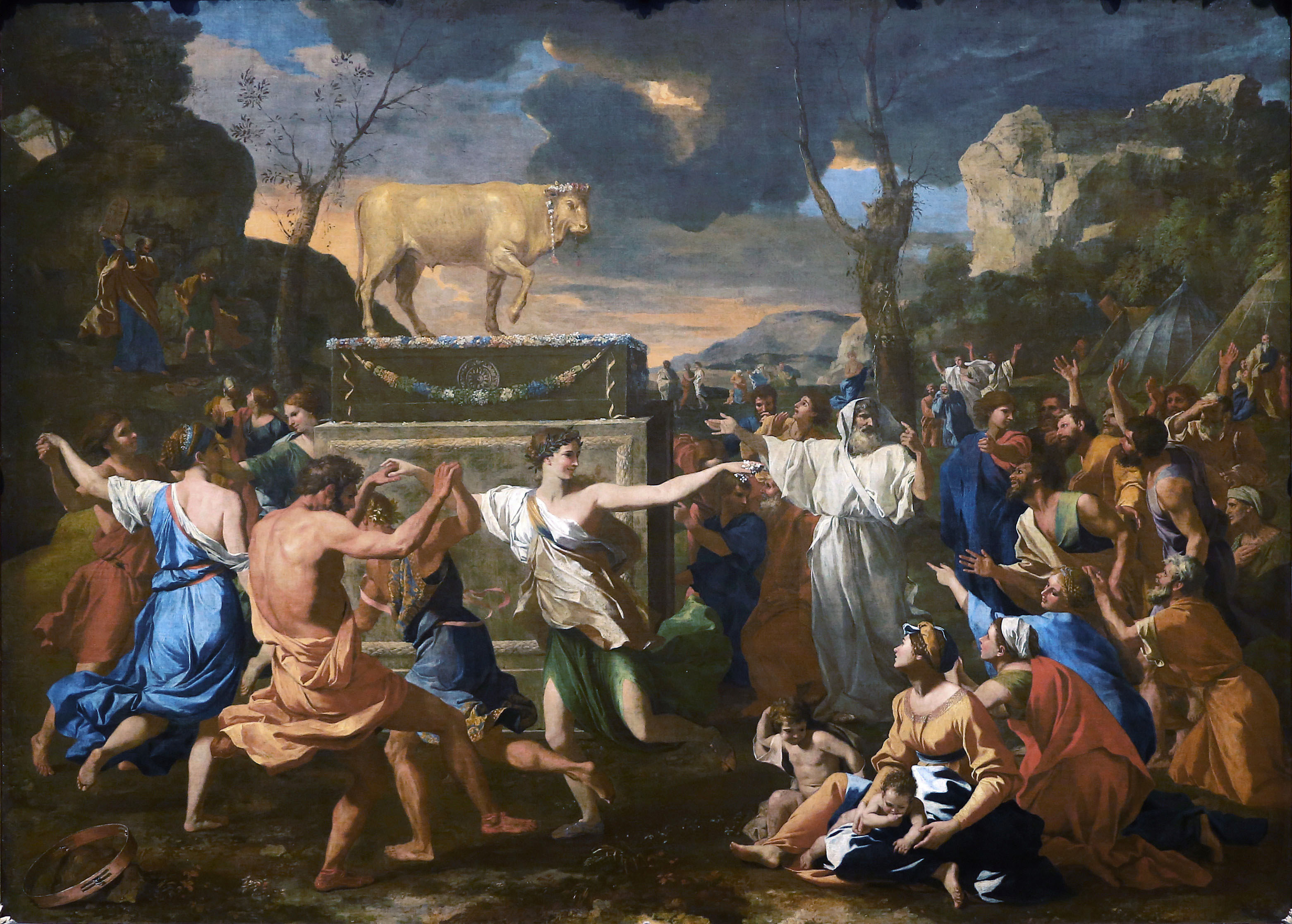
در حال ستایش گوساله.اثر نیکلاس پوسین

بر اساس سفر خروج در تورات، بنی اسرائیل سالیان دراز زیر شکنجه فرعون بودند تا این که موسی آنان را از عذاب فرعون رهانید و از سرزمین مصر بیرون برد؛ ولی بنی اسرائیل در زمانی که موسی نزد یهوه رفته بود تا الواح سنگی قوانین اسرائیل را از او بگیرد، نزد هارون رفتند و از او جایگزینی خواستند. هارون نیز با استفاده از زیورآلات آنان گوساله‌ای ساخت و گفت «فردا عید یهوه‌است.»
زمانی که یهوه خبردار شد که بنی اسرائیل قوانین او را شکسته‌اند (یکی از قوانین نساختن بت برای یهوه بود) تصمیم گرفت آنان را نابود کند و با استفاده از موسی برای خودش ملت عظیم‌تری بسازد اما موسی او را آرام کرد و نظرش را تغییر داد. موسی به او گفت «بر ملت خودت فاجعه نازل مکن!» و خدا تهدیدش را پس گرفت.
موسی که به پایین کوه بازگشت، با دیدن بت‌پرستی بنی‌اسرائیل، عصبانی شد و لوح‌های سنگی قوانین را شکست که همچنین به صورت نمادین شکسته‌شدن عهد را می‌رساند. هارون سرزنش شد و موسی سپس گفت: «هرکس به خدا وفادار است، نزد من آید. هر کدام از شما برادر، دوست و همسایه خودش را بکشد.» لاویان چنین کردند و سه هزار نفر کشته شدند. موسی گفت: «شما به بهای پسران و برادرانتان خود را امروز وقف یهوه کردید.» در اثر این اتفاق، یهوه تصمیم گرفت بنی‌اسرائیل را در ادامه سفر به ارض موعود همراهی نکند، زیرا «شما قوم سرکشی هستید و من میان شما نخواهم آمد تا مبادا تو را نابود کنم.» موسی از خدا خواست که نظرش را تغییر دهد که او باز هم پذیرفت. موسی دوباره به بالای کوه رفت تا لوح جدیدی (زیرا قبلی‌ها را شکسته بود) دریافت کند. قوانین الواح جدید در این نقطه از روایت، با قوانین روایت قبلی تفاوت‌هایی دارد.

## باور مسلمانان
در نظر مسلمین، گوساله سامری را هارون نساخت، بلکه شخصی به نام سامری چنین کرد. نام اصلی سامری، موسی بن ظفر، و از نزدیکان موسی بود. گفته‌شده‌است که هنگامی که بنی‌اسرائیل از دست فرعونیان گریختند، سامری که کودک بوده‌است، از جمعیت جا ماند. پس از ۸۰ ماه پدر و مادر او که بسیار اندوهگین بودند، او را بر در خانه‌شان یافتند. این شد که بنی‌اسرائیل بر او ارج می‌نهادند.
درخواست بنی‌اسرائیل از موسی برای کتاب و شریعت باعث شد تا موسی ۳۰ روز برای عبادت به کوه طور برود. موسی، هارون برادرش را در میان قوم به جانشینی گذاشت تا به فرمان او زندگی کنند و به طور سینا رفت. به فرمان خدا وعدهٔ ۳۰ روزهٔ او به ۴۰ روز کشید. در این هنگام سامری، بنی‌اسرائیل را گرد خود آورد و گفت موسی با هفتاد تن از میان شما بیرون رفته‌است و همه هلاک شدند. اکنون می‌خواهم خدای موسی را به شما بنمایانم.
سامری که زرگر بود، قالبی به شکل گوساله از گل درست کرد و آن را در زیر زمین پنهان نمود. سپس مقداری هیزم بر روی آن گذاشت و به بنی‌اسرائیل گفت هر یک دیناری طلا به آتش بیندازند. آنان حدود ۶۰۰۰ دینار در آن آتش انداختند و همچنان که آتش می‌گداخت، طلاها به درون قالب نفوذ می‌کردند، تا آنکه سرانجام سامری رفت و گوساله را بیرون آورد، و بر زمین گذاشت تا همگان آن را ببینند. سپس مردم را به پرستش آن دعوت نمود.
معروف است که گوسالهٔ سامری صدای گاو درمی‌آورد. او با این ترفند توانست بنی‌اسرائیل را بیشتر به پرستش گوساله ترغیب کند.
در توجیه صدای گوسالهٔ سامری چنین آورده‌اند:
- سامری با اطلاعاتی که داشت، لوله‌های مخصوصی در درون سینه گوساله طلایی کار گذاشته بود که هوای فشرده از آن خارج می‌شد و از دهان گوساله صدایی شبیه صدای گاو بیرون می‌آمد.[۵]
- گوساله را آن‌چنان در مسیر باد گذارده بود که بر اثر وزش باد به دهان او که به شکل مخصوصی ساخته شده بود صدایی به گوش می‌رسید.[۶]
- سامری بعد از ساختن گوساله، مقداری خاک که از زیر پای جبرئیل برداشته بود را در شکم آن گوساله ریخت و از گوساله زرین صدای طبیعی بیرون می‌آمد.[۷]

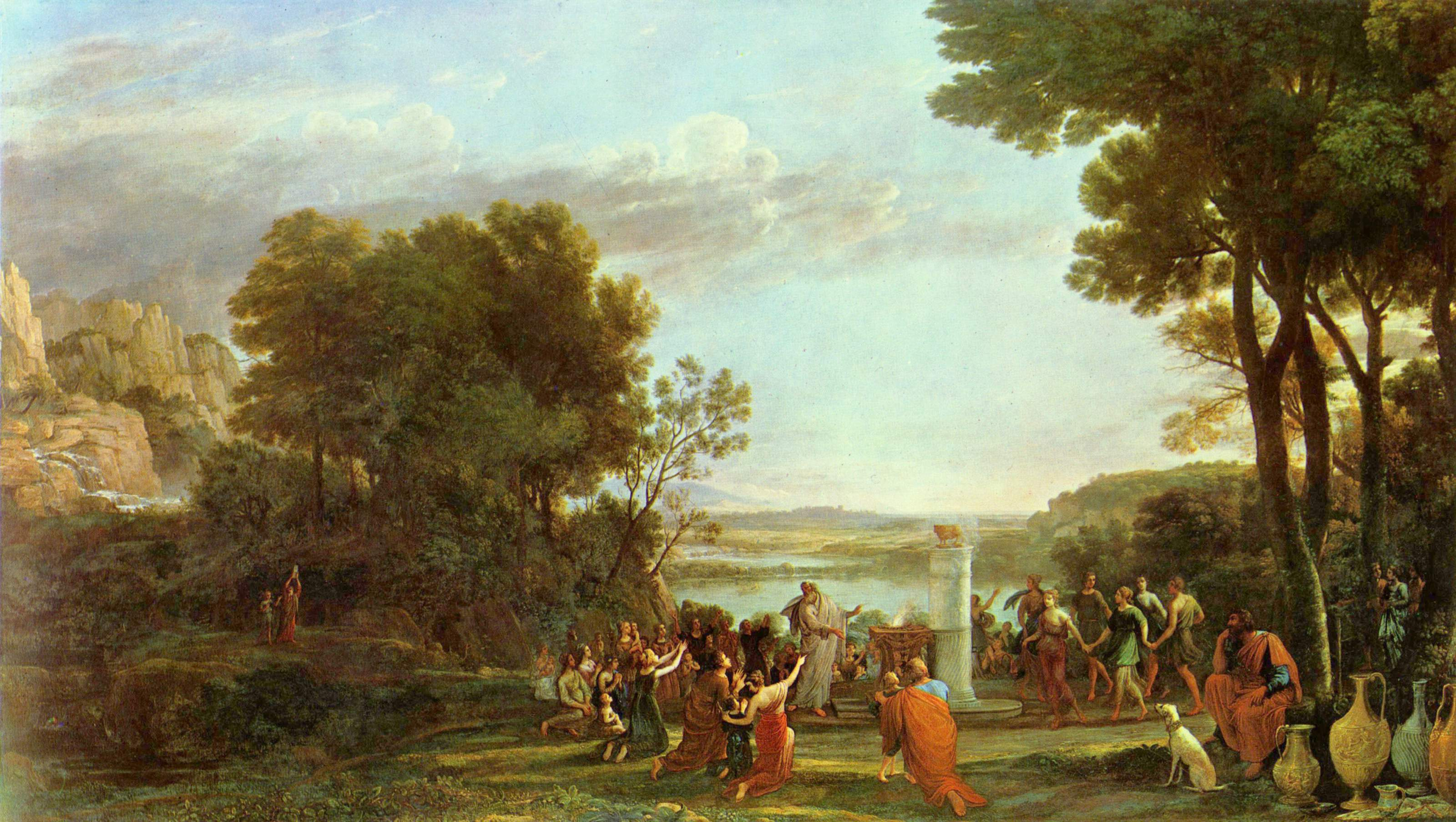
بنی‌اسرائیل و گوسالهٔ طلایی.

چون مردم بانگ گوساله را شنیدند، به یکباره همه سجده کردند و گوساله‌پرست شدند. چون بنی اسرائیل گوساله را سجده کردند، سامری گفت: «این خدای شماست و خدای موسی».
بر پایهٔ روایات اسلامی، همهٔ بنی‌اسرائیل به جز دو گروه از آنان، بر گوساله سجده کردند و گوساله‌پرست شدند. در روایتی از هفتصد هزار نفر بنی‌اسرائیل بجز دوازده هزار نفر بقیه به گوساله سجده کردند. آن‌ها به دستورهای هارون بر خداپرستی توجهی نداشتند. بنی‌اسرائیل روی هم رفته ۱۲ دسته و هر دسته نزدیک به پنجاه هزار نفر بود.
بر پایهٔ روایات، خداوند آن دو قوم را (که گوساله‌پرست نشدند) شامل رحمت خود گردانید و آنان جدا از دیگران به کنار کوه قاف و در نعمت و خشنودی زندگی می‌کردند.
هنگامی که موسی با فرمان‌های خدایی آیات تورات، که بر الواح سنگی نگاشته شده‌بود از کوه طور بازگشت، دید که بیش‌تر قومش گوساله‌پرست شده‌اند. موسی از قوم خشمگین شد و به هارون گفت مگر تو جانشین من در قوم نبودی؟ پس چرا گذاشتی که قوم گوساله‌پرست شوند؟ هارون گفت ای برادر، مرا سرزنش نکن، چون من تنها بودم مرا ضعیف شمردند و به حرف من گوش نکردند. حتی نزدیک بود خودم را نیز بکشند. سپس موسی پرسید چه کسی این گوساله را ساخت؟ گفتند سامری. پس موسی او را خواست و گفت: چه کسی به تو فرمود که فتنه در میان قوم اندازی و آن‌ها را گمراه کنی؟ سامری گفت: به چیزی که دیگران به آن پی نبردند پی بردم و به قدر مشتی از رد پای فرستاده برداشتم و آن را در پیکر گوساله انداختم و نفس من بر من چنین فریب‌کاری کرد.
سپس موسی روی به سوی آسمان کرد و گفت: خدایا اگر گوساله را سامری ساخت، پس موسی گفت: این جز آزمایش تو نیست هر که را بخواهی به وسیلهٔ آن گمراه و هر که را بخواهی هدایت می‌کنی.
هر چند بنی‌اسرائیل به راه آمدند و به حکم تورات رفتار می‌کردند ولی هنوز برخی در گوساله می‌نگریستند. پس موسی، سامری را نفی بلد کرد و به او گفت: «قبل از رفتن ببین که ما معبودت گوساله را که پیوسته عبادت می‌کردی نخست می‌سوزانیم و سپس خاکستر آن را به دریا می‌پاشیم.»
به این دلیل بنی‌اسراییل مورد خشم خدا قرار گرفتند و چنین شد که به مدت چهل سال در بیابان سینا سرگردان ماندند، تا خداوند آنان را بخشید.